# Charles Wilkes
Charles Wilkes (New York in de Verenigde Staten, 3 april 1798 –  Washington, D.C.,  8 februari 1877 was een Amerikaanse marine-officier, ontdekkingsreiziger en zuidpoolonderzoeker. In 1840 werd hij gekozen tot lid van de  American Academy of Arts and Sciences.

## Leven en werk
Wilkes leidde tussen 1838 en 1842 de zogenaamde interdisciplinaire expeditie die grote delen van de Grote Oceaan en Antarctica verkende. Het doel was om niet eerder bekende eilanden en obstakels voor de zeevaart te verkennen en in kaart te brengen. Hij voer uit met zes zeilschepen. Waarschijnlijk was deze expeditie de laatste ontdekkingsreis rond de wereld die volledig door zeilende schepen werd volbracht. Aan de expeditie namen natuuronderzoekers, plantkundigen, preparateurs, mineralogen en taalkundigen deel. Het door hem verkende deel van het Zuidpoolgebied heet Wilkesland. 
De persoon Charles Wilkes was niet zonder controverses. Hij oefende op despotische manier zijn gezag uit en deelde strenge straffen uit.Toen hij op de Fiji verzeild raakte in een conflict met de plaatselijke bevolking en er doden vielen, gelastte hij een strafexpeditie die uitliep op een moordpartij waarbij 80 bewoners van de Fiji omkwamen. Hij moest bij terugkomst voor deze daad voor de krijgsraad verschijnen die de zaak onderzocht. Hij werd vrijgesproken. Hij kreeg alleen een berisping voor de straffen die hij aan zijn ondergeschikten had opgelegd. Hij werd overgeplaatst naar de kustwacht, maar al gauw daarna begon hij met het uitwerken van het expeditieverslag. Daaraan wijdde hij zich tussen 1844 en 1861. 
Tijdens de Amerikaanse Burgeroorlog was hij als admiraal betrokken bij de krijgsverrichtingen van de Noordelijke staten (de Unie). Op 8 november 1861 was hij commandant van de San Jacinto, een schip dat in internationale wateren het Britse stoomschip Trent aanviel dat met post op weg was tussen Havana en Engeland. Via spionnen wist hij dat er twee afgevaardigden van de Geconfedereerde Staten van Amerika met het schip meereisden. Die liet hij arresteren. In het Amerikaans Congres oogstte hij hiervoor lof, maar de president Abraham Lincoln distantieerde zich van deze actie, omdat het leidde tot internationale verwikkelingen. Het voorval had ertoe kunnen leiden dat Engeland bij de strijd de kant van de Geconfedereerden zou kiezen. Later tijdens de burgeroorlog was Wilkes betrokken bij de strijd tegen de Geconfedereerden die in de Caraïbische Zee probeerden de blokkade te breken waarmee de Noordelijke staten de havens van de Zuidelijke Verenigde Staten hadden afgesloten.

## Nalatenschap
- Dankzij Wilkes hebben veel eilanden in de Grote Oceaan een Polynesische naam in plaats van een vernoeming naar een Europese zeevaarder.
- De United States Navy heeft vier marineschepen naar Wilkes genoemd: een torpedoboot, tweemaal een torpedobootjager en in 1969 een marineschip voor oceanografisch onderzoek.
- In 1923 vernoemde de Amerikaanse ornitholoog Alexander Wetmore een deel van het atol Wake Island naar Wilkes (Wilkes Island) verder is er nog een school en een boulevard naar hem vernoemd.
- De Amerikaanse geoloog, mineraloog en zoöloog James Dwight Dana heeft veel bijgedragen onder andere aan het beschrijven van nieuwe soorten kreeftachtigen die hij als deelnemer aan de expeditie onder leiding van Wilkes had verzameld.[1]
- De persoon Wilkes zou model hebben gestaan voor kapitein Ahab in de roman Moby-Dick van  Herman Melville.